# Kouré
Kouré est une commune rurale située à 60 km à l'est de Niamey, la capitale du Niger. Cette commune se situe de part et d'autre de la route reliant Niamey au Dallol Bosso.
Kouré est jumelée avec la commune française de Coulaines depuis 2008.

## Géographie

### Situation
La commune rurale s'étend à l'ouest de Kollo.
| N'Dounga | Hamdallaye | Diantchandou |
| Kollo    | Kouré      | Harikanassou |
| Fakara   | Fakara     | N'Gonga      |

## Patrimoine
Kouré est surtout connue pour sa réserve naturelle dans laquelle vivent des girafes, en particulier les girafes blanches du Niger, sous-espèce endémique d'Afrique de l'Ouest (Giraffa camelopardalis peralta). Les plus grandes peuvent atteindre 5,8 mètres.
Cette population de girafes est particulièrement menacée de par la disparition de son habitat, la brousse tigrée, au profit de l'agriculture.
Pour cela, ils ont été transférés dans la réserve de Gadabédji à Maradi, une région située au centre du Niger.

## Histoire
La commune rurale de Kouré est créée à partir du canton de Kouré lors de la réforme administrative nationale en 2002.

### Insécurité
Le 9 août 2020, un attentat a coûté la vie à deux Nigériens et six Français en visite dans la réserve de Kouré.

## Galerie

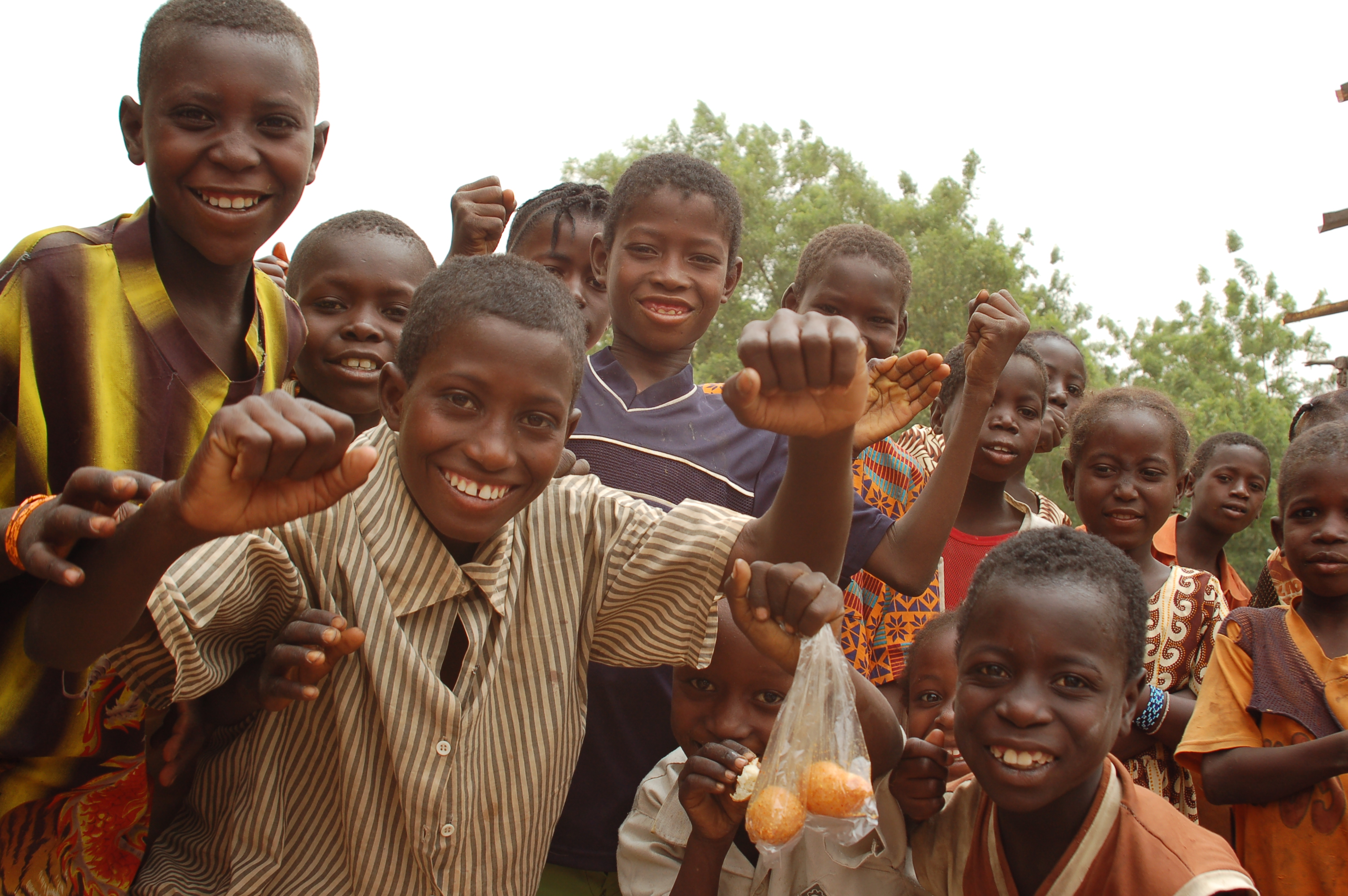
Enfants à Kouré (mars 2006).
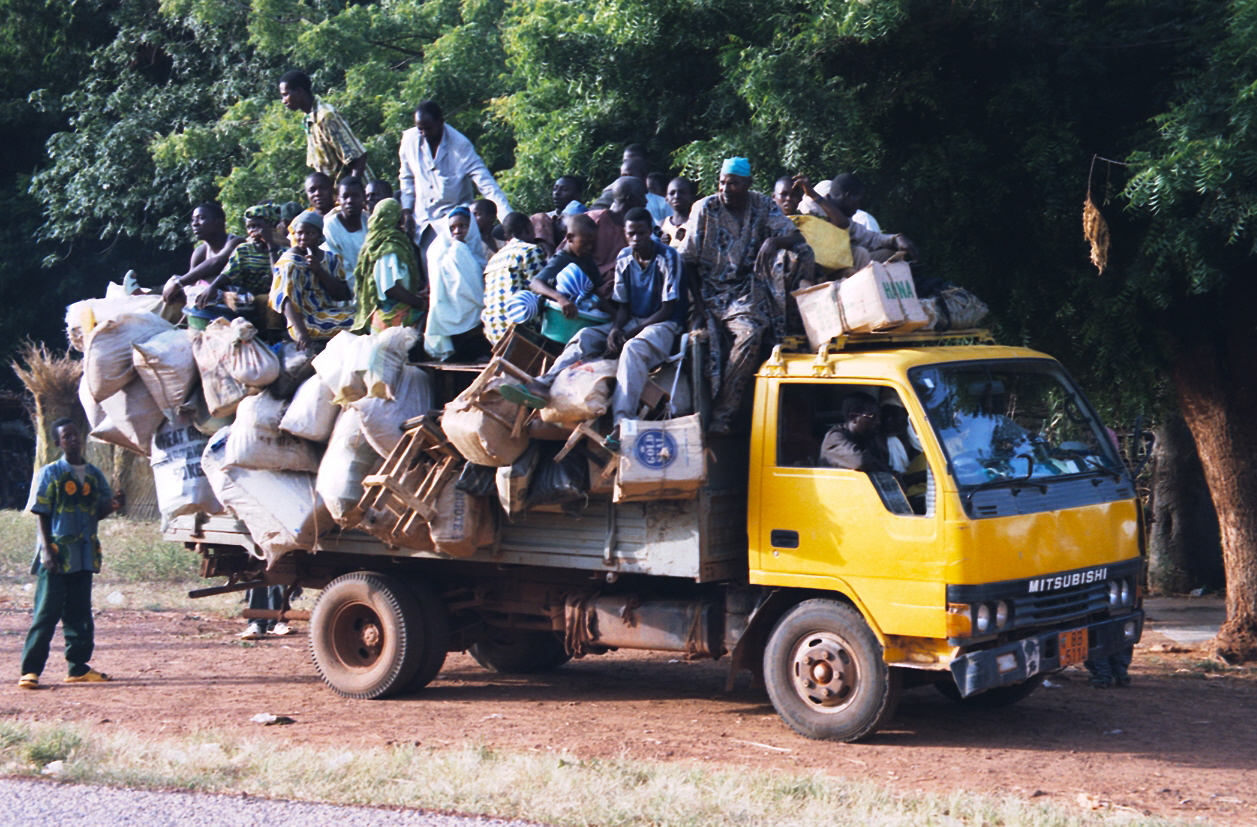
Camion entre Niamey et Kouré.
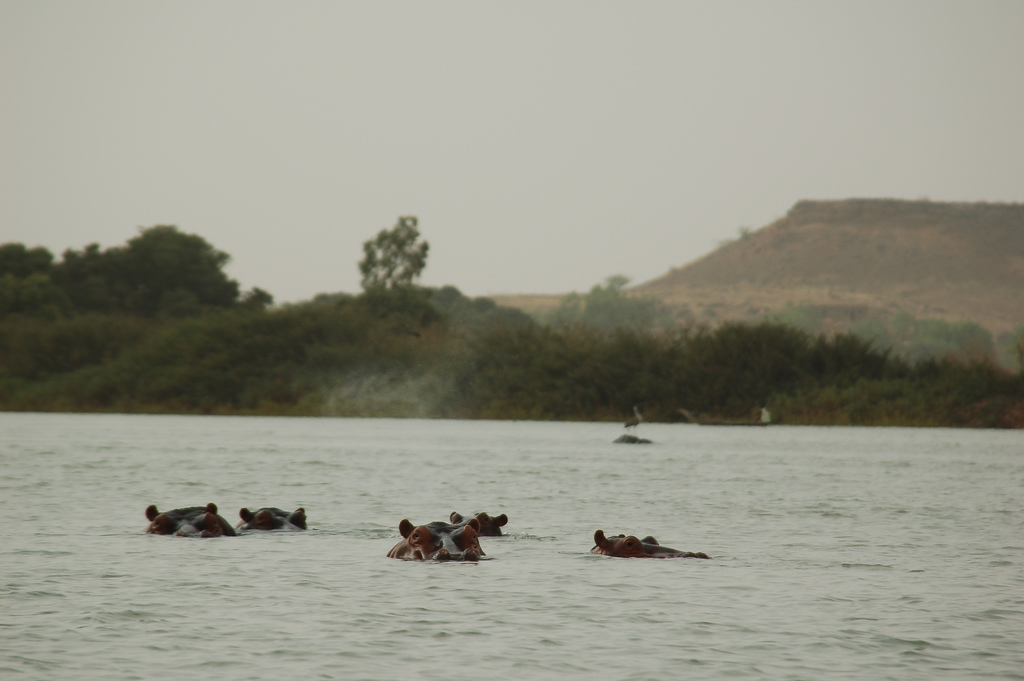
Hippopotames dans le fleuve Niger au sud de Kouré.
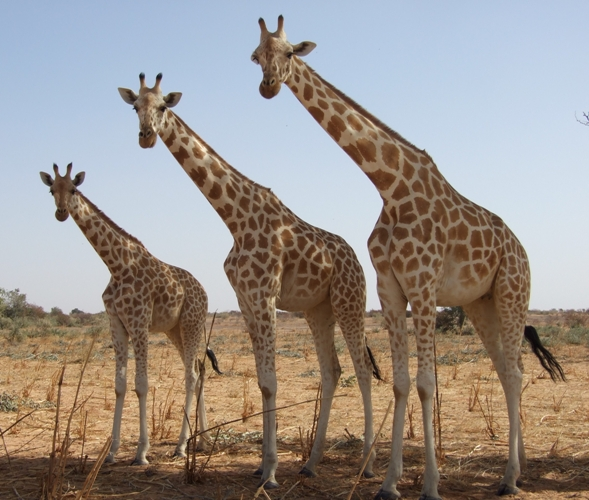
Girafes.
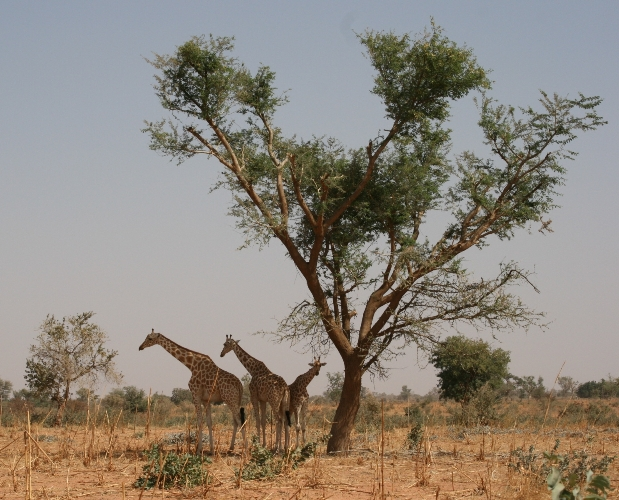
Girafes.
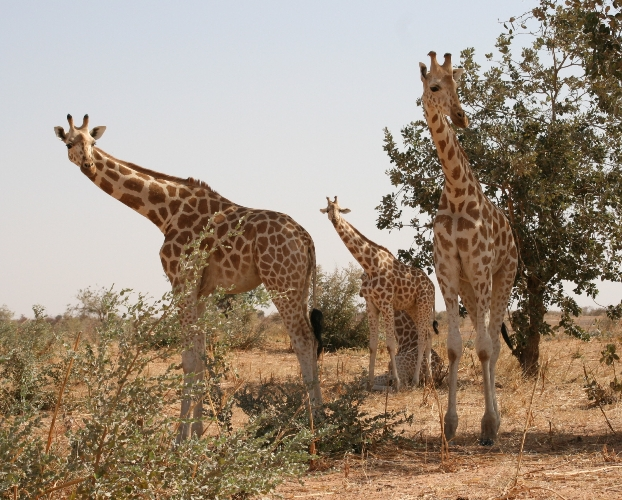
Girafes.
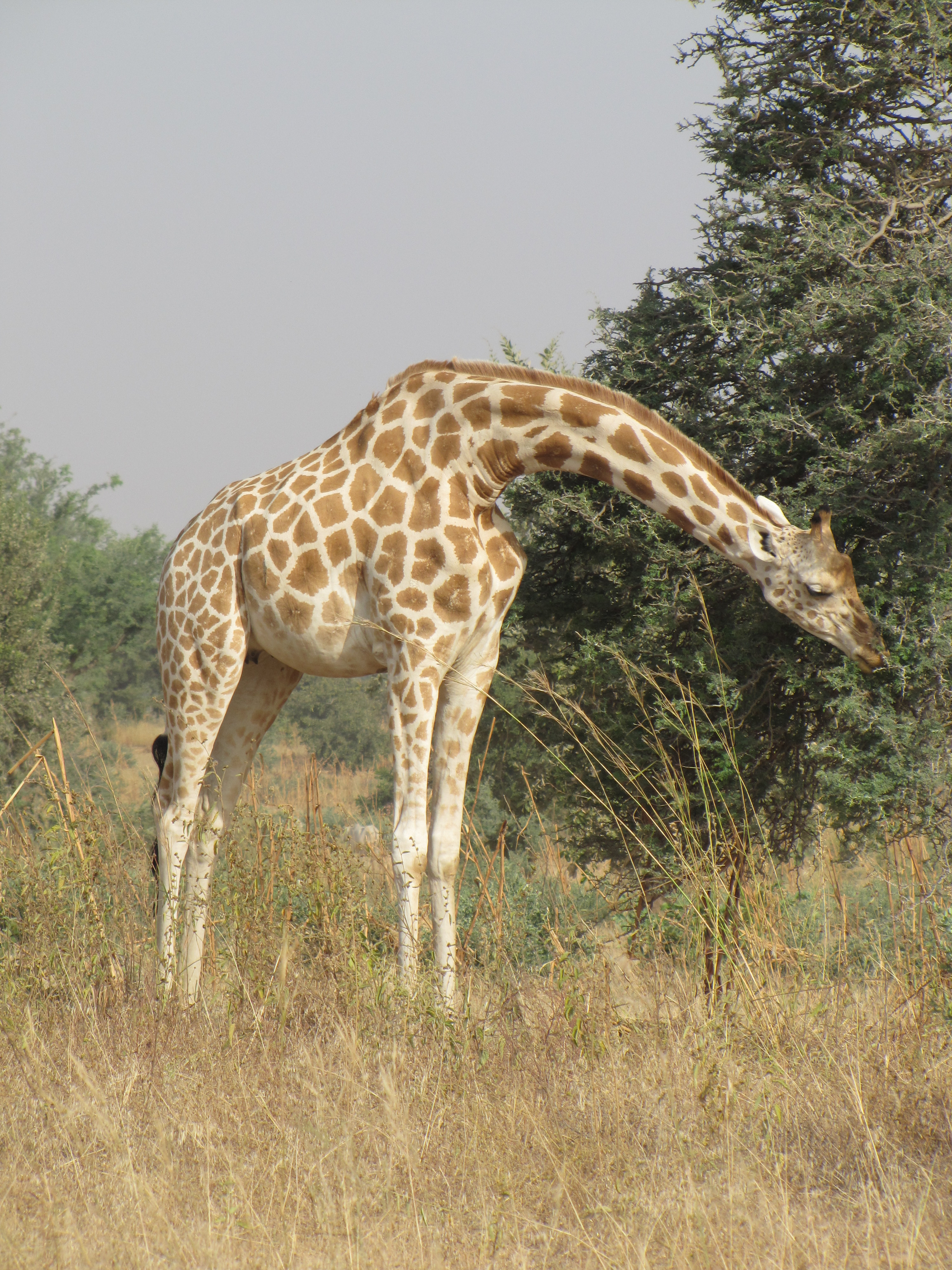
Girafe près de Kouré (novembre 2010).
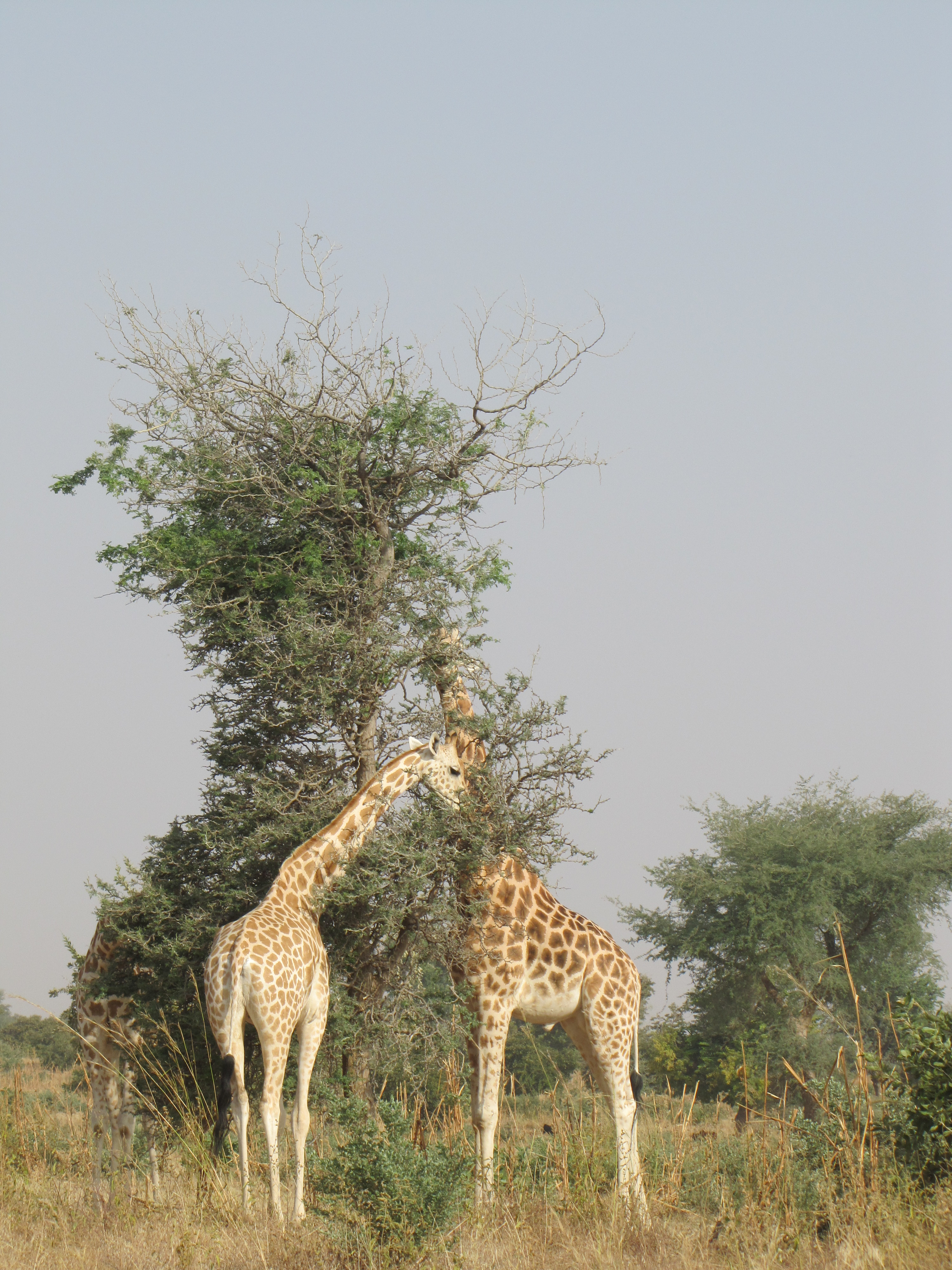
Deux girafes près de Kouré.
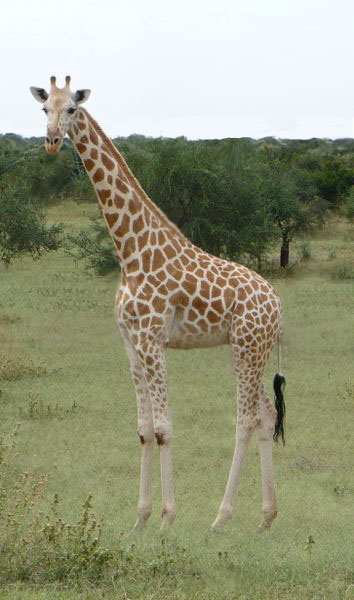
Girafe dans la réserve de Kouré.
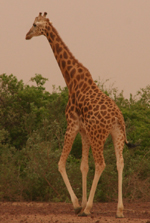
Girafe dans la brousse près de Kouré.